# Гигантский стромбус
Гигантский стромбус, или королевский стромбус (лат. Lobatus gigas) — брюхоногий моллюск из семейства Strombidae. Обитают в западной части Атлантического океана: от Южной Каролины (США) до Венесуэлы и Колумбии. Один из самых крупных представителей семейства.
Неконтролируемый сбор моллюсков коллекционерами раковин может создать угрозу для существования этого вида, в связи с чем торговля гигантскими стромбусами ограничена CITES (приложение II). Раковина данного моллюска очень популярна среди коллекционеров из-за своей красоты.

## Описание
Размеры раковины 15—35 см. Раковина очень большая, массивная, овально-конической формы. Окраска раковины варьирует от светло-бежевой до коричневой. Осевая скульптура образована широкими лопастевидными рёбрами и грубыми линиями нарастания. Устье раковины белое или ярко-розовое, с широкой наружной губой, имеющей в нижней части выемку. Губа раковины с волнистым краем, особенно у молодых особей. Верхняя часть губы по мере роста моллюска вытягивается к вершине раковины и порой практически достигает её, гораздо реже может бывать даже выше. Как и у других видов рода, на раковине, рядом с коротким открытым сифональным каналом имеется узкая, но глубокая «стромбоидная» выемка.
Оперкулюм служит данному моллюску дополнительной опорой при передвижении. Сам моллюск обычно передвигается резкими скачками. Глаза моллюска находятся на цилиндрических стебельках, причем при передвижении левый стебелёк выходит через устье раковины, а правый — через «стромбоидную» выемку на наружной губе.

## Образ жизни
Встречается на глубине 0,3—25 м, предпочитая песчаный грунт и сплетения водорослей и морских трав. Моллюск питается морскими водорослями. Продолжительность жизни около 7 лет.
Размножаются гигантские стромбусы круглый год. В одной кладке икры может насчитывается до 700 000 яиц.

## Хозяйственное значение
Гигантский стромбус является ценным промысловым моллюском для местного населения стран, входящих в его ареал.

## Охрана
Гигантский стромбус занесён в перечень видов, экспорт, реэкспорт и импорт которых регулируется в соответствии с Конвенцией о международной торговле видами дикой фауны и флоры, находящимися под угрозой исчезновения (СИТЕС).
В 2009 году власти Гондураса объявили о возобновлении вылова гигантского стромбуса, которая была прекращена в 2003 году.